# Ceiba jasminodora
Ceiba jasminodora là một loài thực vật có hoa trong họ Cẩm quỳ. Loài này được (A.St.Hil.) K.Schum. mô tả khoa học đầu tiên năm 1886.